# 部田神社
部田神社（へだじんじゃ）は、静岡県沼津市戸田（へだ）にある神社。当地の氏神であり、式内社である。

## 祭神
- 大国主命（おおくにぬしのみこと）

部多神、部多座神、へたの明神等と称された産土神で、古くは聖徳太子を祀った太子信仰の対象であったが、21世紀現在は主祭神としては大国主命を祀る。

## 歴史
創建不詳。延喜式神名帳に記される式内社「部多神社」であり、1000年以上の歴史をもつ。御浜岬の諸口神社が海側から戸田を守護するのに対し、山の手側から守護する氏神であるとされ、江戸時代の終わりごろには「三島明神」とも称された。伊豆国神階帳には従四位上「へたの明神」と記載される。西伊豆地方の総鎮守と位置づけ、福の神、また、農業漁業や商売の守護として信仰されたという。南隣に所在する妙法蓮華寺もこの部田神社の別当であったと伝わる。
1596年（慶長元年）から1823年（文政6年）にかけての10枚の棟札が現存し、すくなくとも10回の再建修理が行われたことが明らかとなっている。なかでも1817年（文化14年）の棟札には、名主の勝呂家をはじめ新興の回船問屋ら大勢の世話人の名が記されており、戸田村が繁栄した時期の再建であったことが読み取れる。

## 境内
戸田の谷のほぼ中央に位置する。社記によれば面積は424坪。ヒノキ、イヌマキ、エノキなどの巨木が複数自生し、なかでも特徴的な瘤をもつクスノキの巨木数本が沼津市により天然記念物に指定されている。

### 社殿
- 本殿 - 檜皮葺、欅の流造。赤い覆屋の内にある。
- 拝殿 - 銅葺、入母屋造
- 合祀社（境内社）
  - 日枝神社 - 熊野櫲樟日命を祭神とする。　
  - 八幡宮 - 応神天皇を祭神とする。
  - 八衢神社 - 猿田比古命を祭神とする。
- 大神宮 - 大日孁貴命を祀る。
- 龍田神宮 - 級長戸邊命、級長津彦命を祀る。
- 忠魂社 - 聖徳太子を祀り、厩戸神社と記す資料もある。

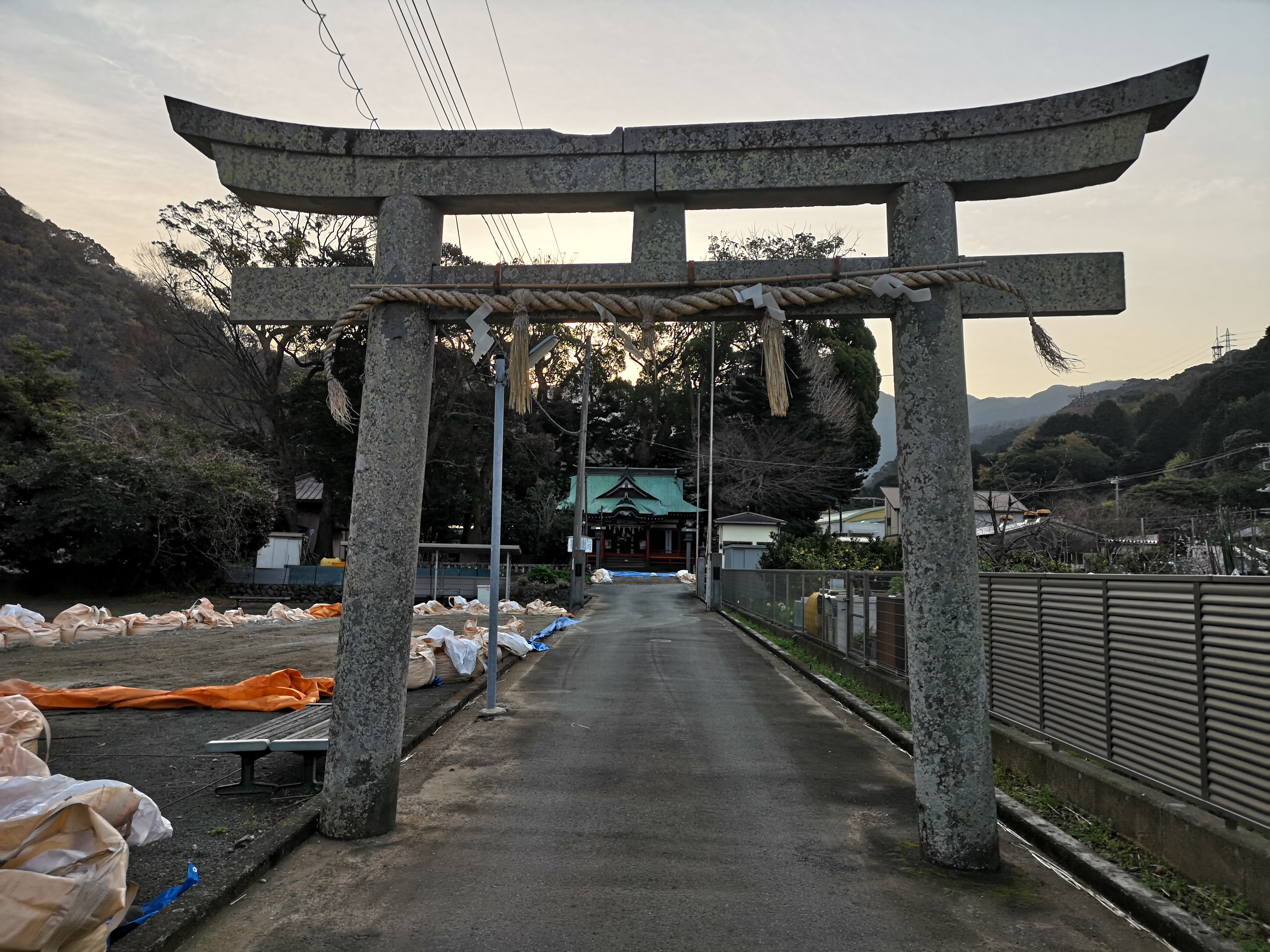
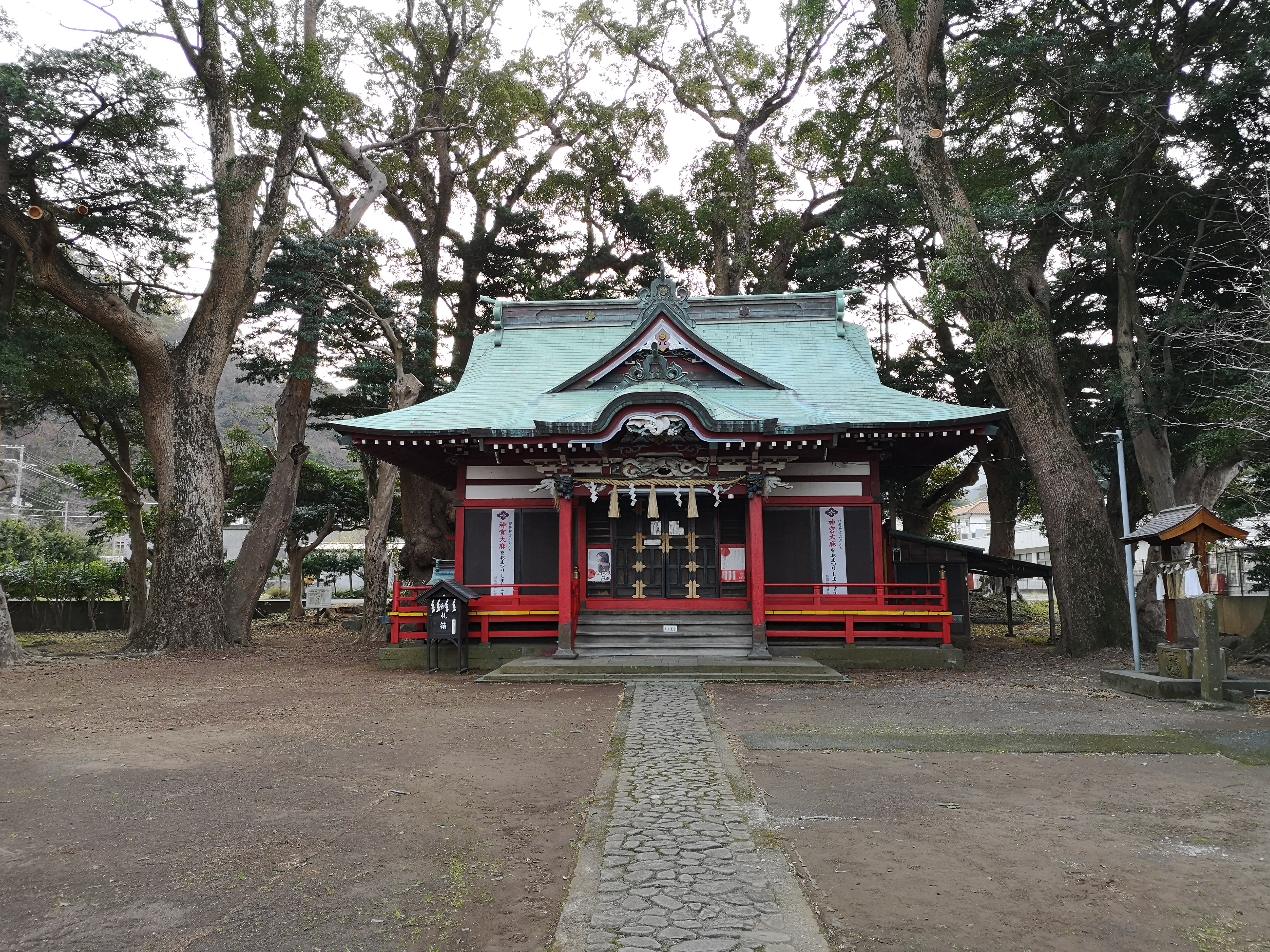
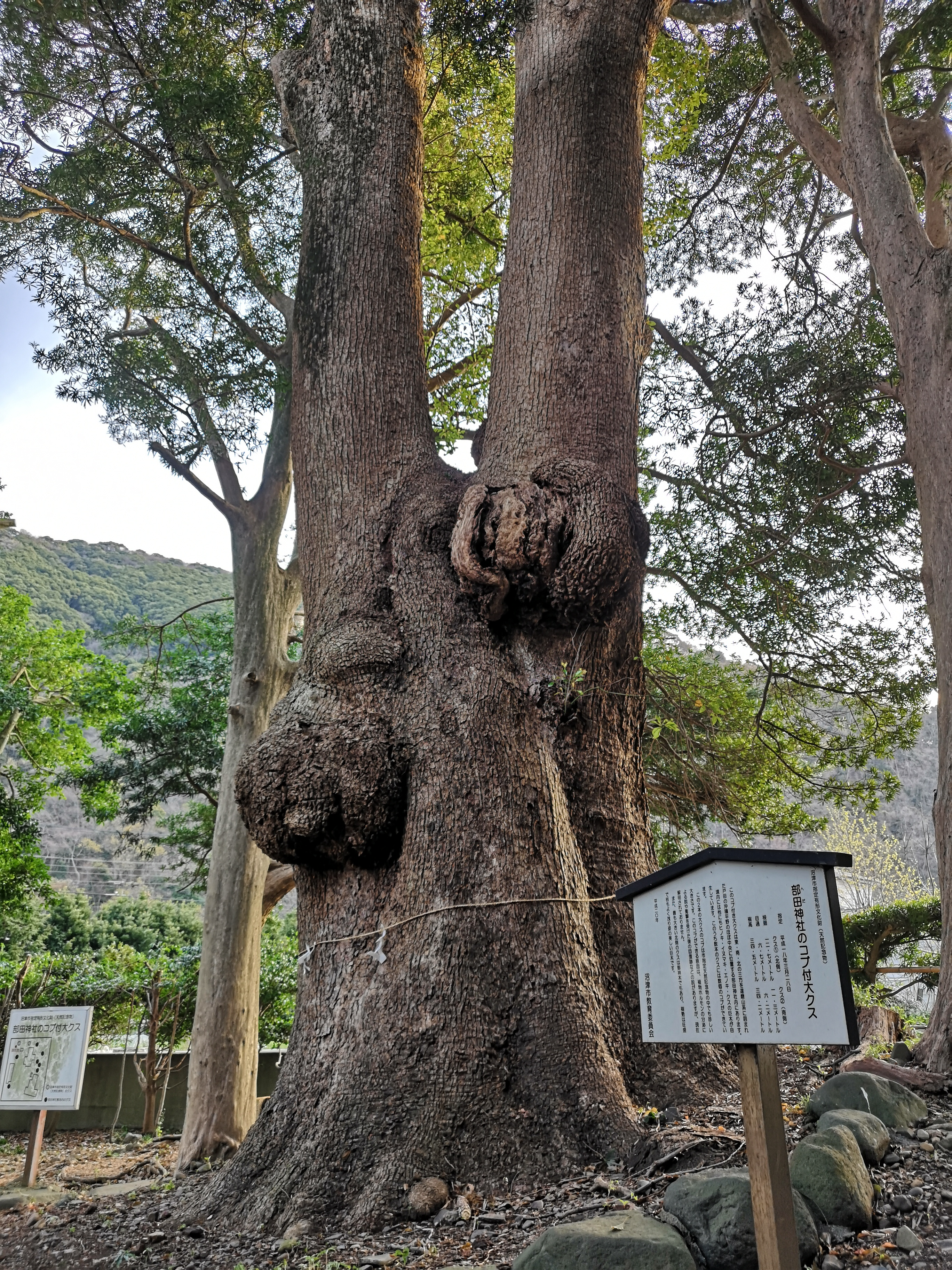
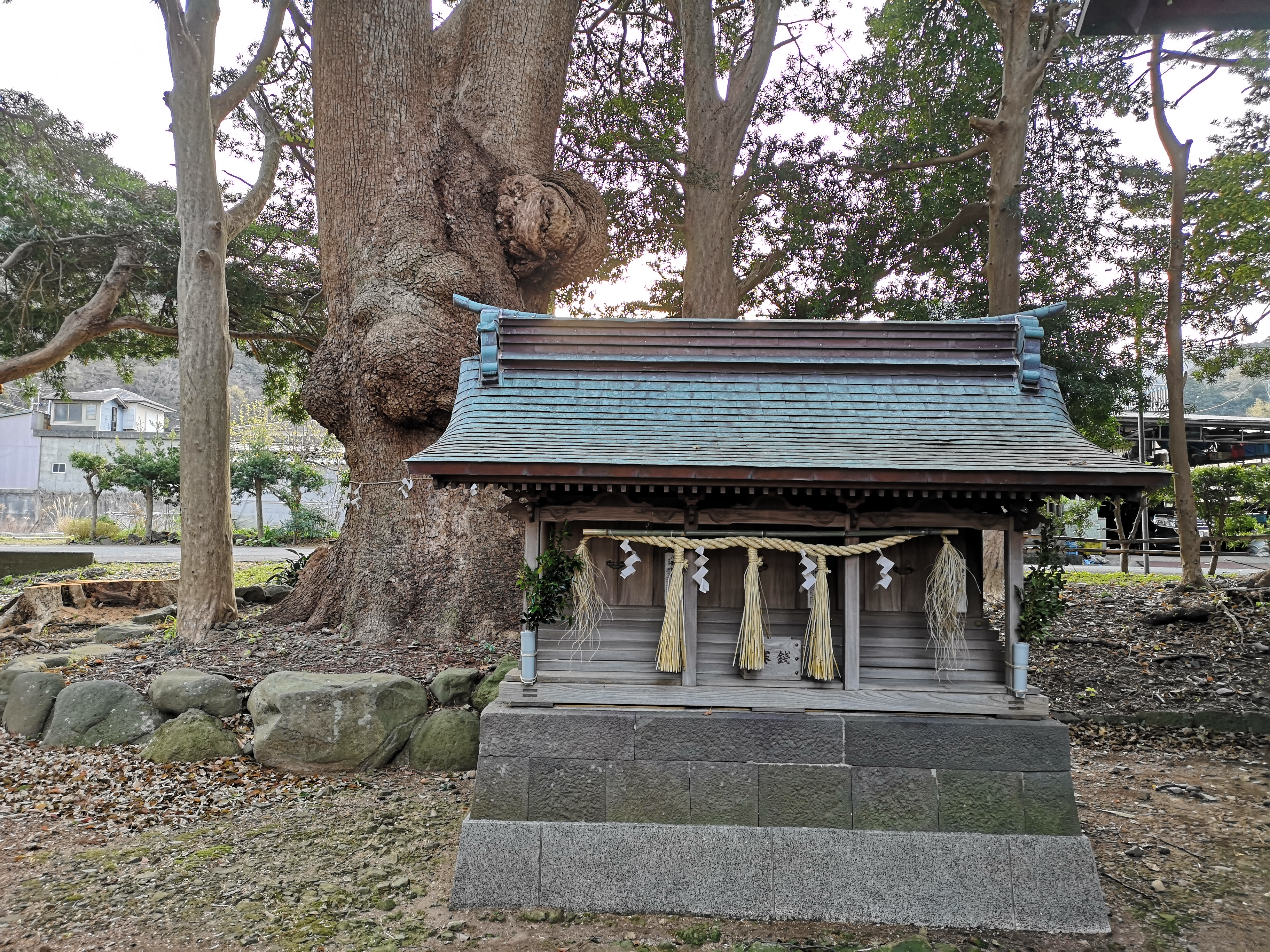
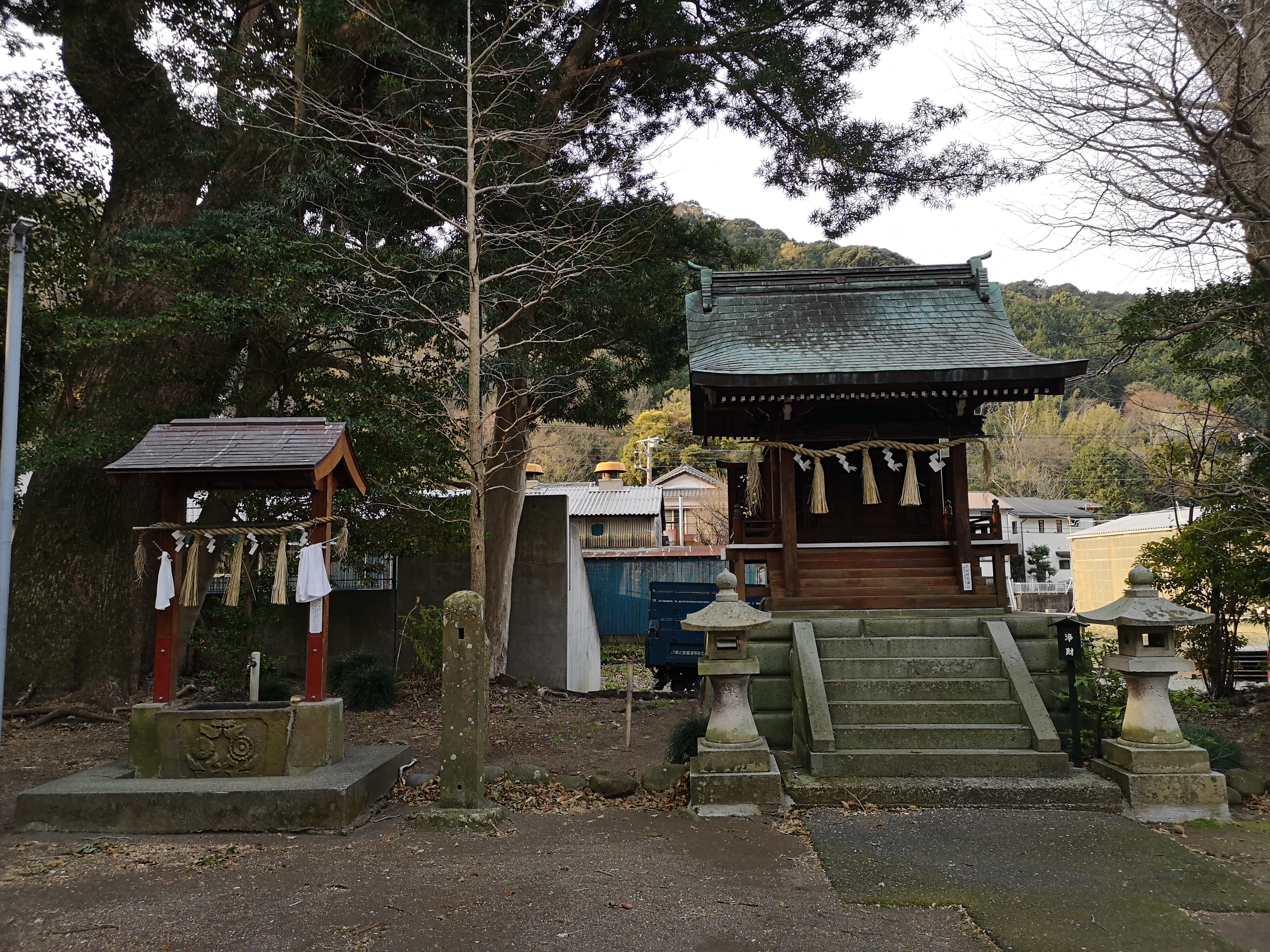
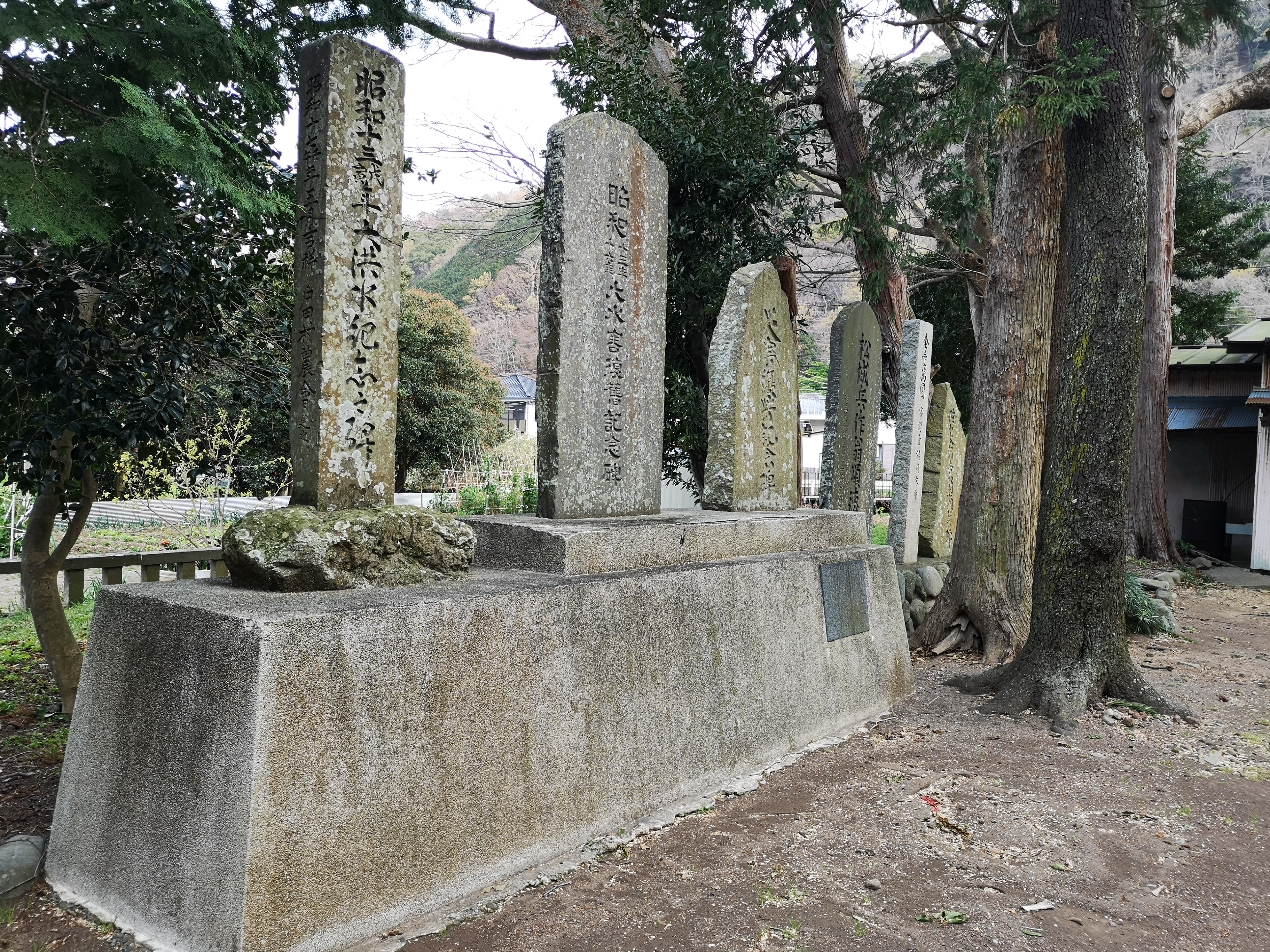

## 祭事
例祭日は旧暦では9月9日および10日であったが、改暦に伴い10月9日・10日となり、近年は10月の日曜日に変更された。18の区が輪番制で祭礼行事を担うが、氏子の少ない区は協働で当番にあたり、十余年でひとまわりする。おもな当番区の役割に注連縄作りと、祭日当日の余興がある。春に漁業会がおこなう弁天の祭礼に比べると、昔から控えめの祭礼行事であり、神楽や山車が出るような祭礼ではない。
注連縄は、鳥居・拝殿・神殿内にかける長さ3.8メートルの大注連縄3本と、忠魂社にかける2.5メートルの中注連縄1本、小宮、舞台、水屋にかける1.7メートルの小注連縄4本を毎年調整する。
余興は舞台で行うもので、青年団が活発に活動した20世紀には境内の庁屋が舞台となり、支部ごとに青年が出し物を競ったり、芸人を雇って芸を披露させた。かつては沼津から露天商がきて境内に出店し、回り舞台もあったという。21世紀にはそれら外からの出店は控えられ、地元商工会や婦人会による出店や歌、出し物が披露されている。

## 文化財

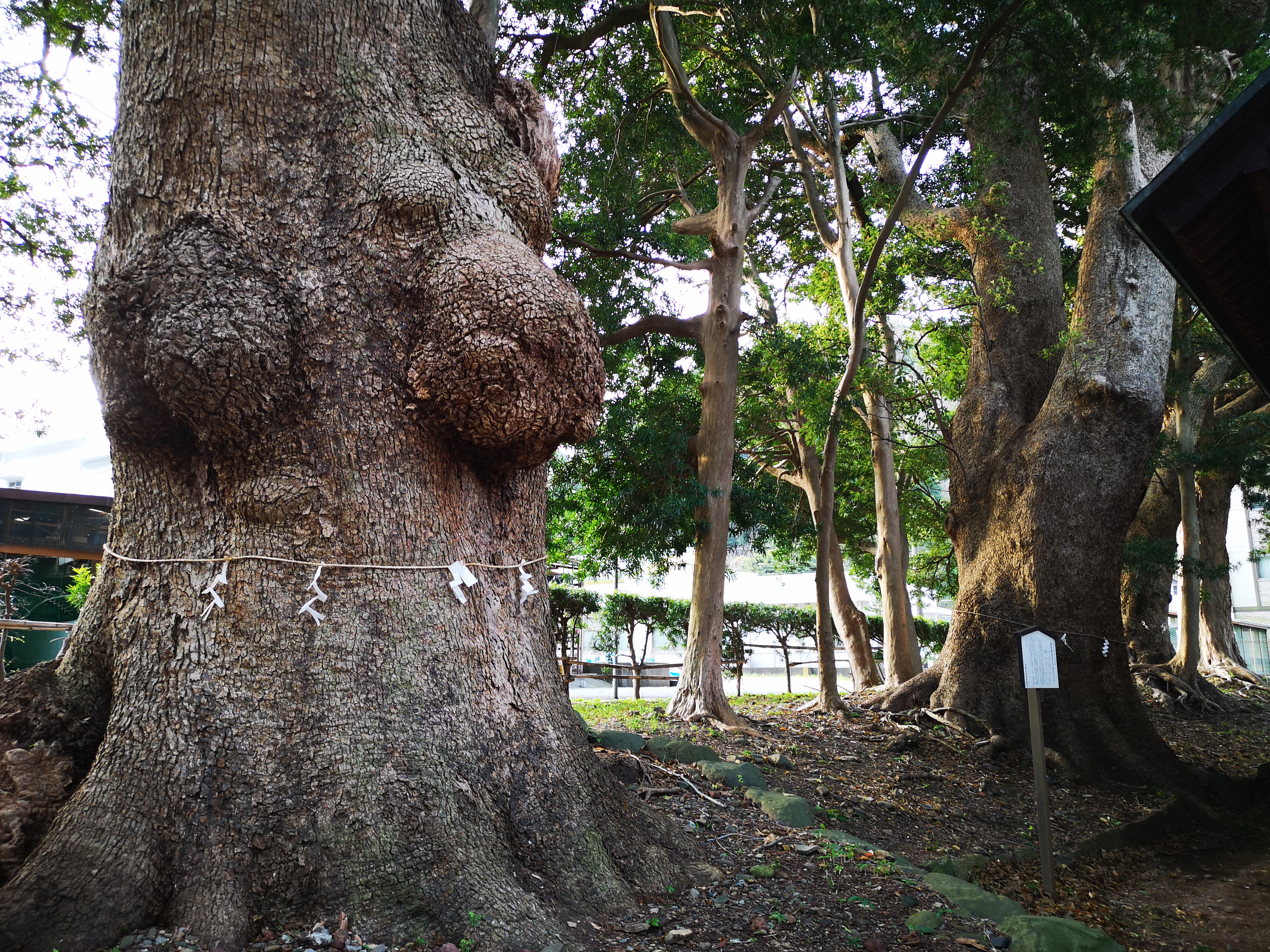
コブ付大クス 手前の1本が神木とされる。

部田神社のコブ付大クス
沼津市により、境内の大クス2本が、2006年（平成18年）3月28日に天然記念物に指定される。神木とされる北側のクス①は樹高34.5メートル、目通6.7メートル、根回り12.7メートル。南側のクス②は、樹高34.2メートル、目通6.2メートル、根回り11.3メートル。
絵馬
戸田村により、社殿内の絵馬（絵画）2点が1983年（昭和58年）4月21日に文化財に指定された。1819年（文政2年）奉納の「花鳥之図」と、1889年（明治13年）に描かれた「戸田消防団い組出初式」の2点である。

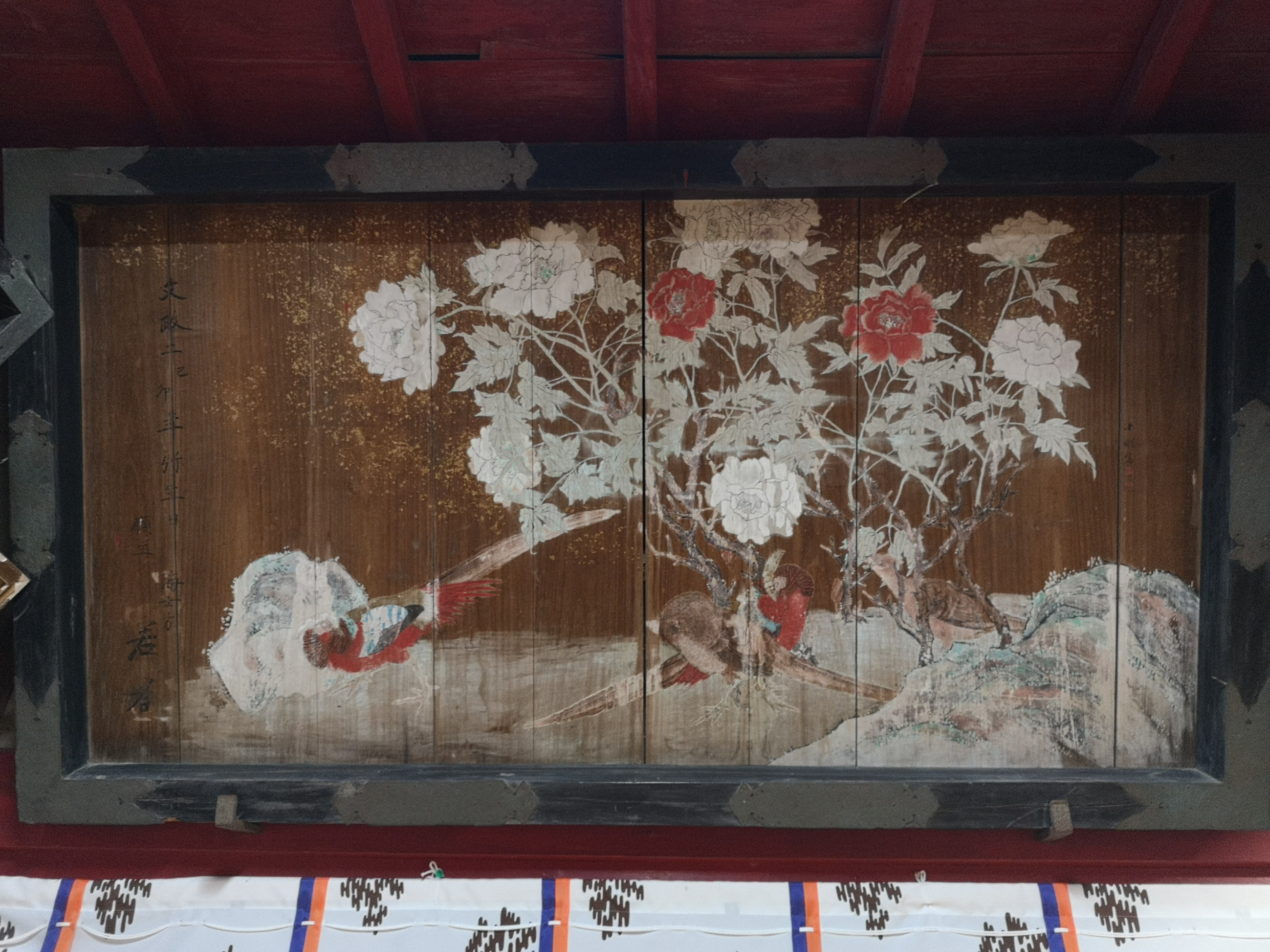
花鳥之図（1819年奉納）
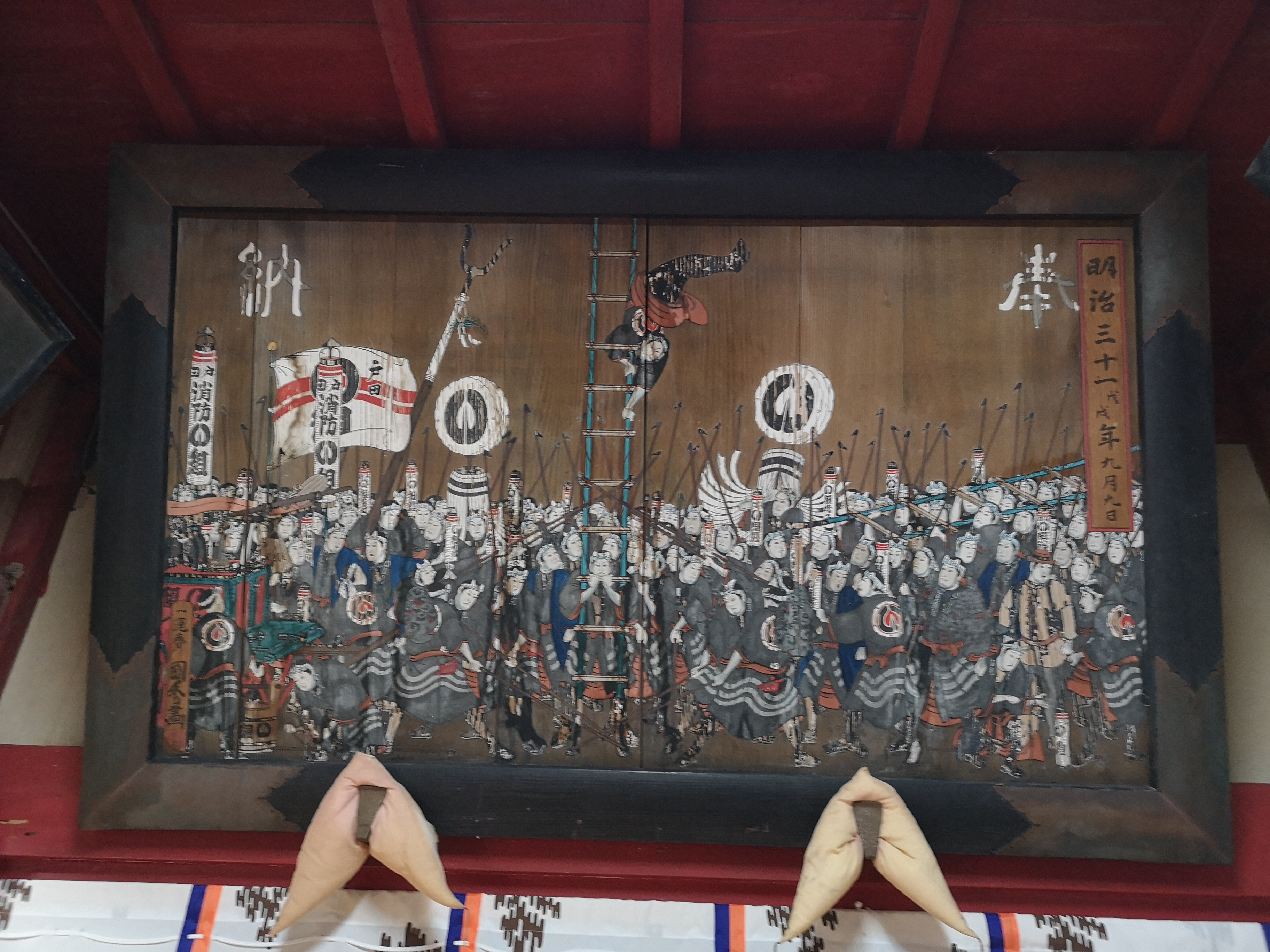
戸田消防団い組出初式（1889年作）

## 現地情報
- 所在地 : 〒410-3402　静岡県沼津市戸田1585[7]
- アクセス（バス） : 「宮の前」下車　徒歩約1分（46メートル）または「JA戸田支店」下車　徒歩約6分（456メートル）[8]

戸田港から、東に約500メートル、静岡県道18号修善寺戸田線からわずかに南に位置し、港の方角を向いて鎮座する。